# Valea Făgetului
Valea Făgetului – wieś w Rumunii, w okręgu Alba, w gminie Râmeț. W 2011 roku liczyła 37 mieszkańców.